# Грчка на Европском првенству у атлетици на отвореном 1946.
Грчка је учествовала на на 3. Европском првенству у атлетици на отвореном 1946. одржаном у Ослуу од 22. до 25. августа  Репрезентацију Грчкеа представљало је 5 мушких атлетичара, који су се такмичили у 4 дисциплина. Ово је првп европско првенство на којем су заједно учествовале и жене. Грчка није имала  ниједну атлетичарку.
На овим првенству представници Грчка нису освојили ниједну медаљу. Најспешнмији је био бацач диска Николаос Силас, који је заузео четврто место личним рекордом 47,96 метра.	.
У табели успешности према броју и пласману такмичара који су учествовали у финалним такмичењима (првих 8 такмичара) Грчка је  једними освојеним четвртим место заузела  последње 17. место са 5 бодова, од 11 земаља које су имале представнике у филану, од укупно 20 земаља учесница. Само Ирска, Југославија и Лихтенштајн нису имале представнике у финалу.
| Пл. | Земља | 1. место | 2. место | 3. место | 4. место | 5. место | 6. место | 7. место | 8. место | Бр. фин. | Бодови |
| --- | ----- | -------- | -------- | -------- | -------- | -------- | -------- | -------- | -------- | -------- | ------ |
| 17. | Грчка | 0        | 0        | 0        | 1 - 5    | 0        | 0        | 0        | 0        | 1        | 5      |

## Учесници
| Бр. | Дисциплина       | Мушкарци                               | Жене | Укупно |
| --- | ---------------- | -------------------------------------- | ---- | ------ |
| 1.  | Маратон          | Атанасиос Рагазос Стилјанос Кирјакидис |      | 2      |
| 2.  | 3.000 м препреке | Василиос Маврапостолос                 |      | 1      |
| 3.  | Скок увис        | Јоанис Ламбру                          |      | 1      |
| 4,  | Бацање диска\|   | Николаос Силас                         |      | 1      |
|     | Укупно 4         | 5                                      | 0    | 5      |

## Резултати

### Мушкарци
| Атлетичар              | Дисциплина       | Лични рекорд | Квалификације | Квалификације | Полуфинале | Полуфинале | Финале  | Пласман      | Детаљи |
| Атлетичар              | Дисциплина       | Лични рекорд | Резултат      | Место         | Резултат   | Место      | Финале  | Пласман      | Детаљи |
| ---------------------- | ---------------- | ------------ | ------------- | ------------- | ---------- | ---------- | ------- | ------------ | ------ |
| Атанасиос Рагазос      | маратон          |              |               |               |            |            | 2.32:58 | 9. / 14 (17( | [ 1 ]  |
| тилјанос Кирјакидис    | маратон          |              | НЗ            | НЗ            | НЗ         | НЗ         |         |              | [ 1 ]  |
| Василиос Маврапостолос | 3.000 м препреке |              | 9:41,2        | 9. / 19 (11)  |            |            |         |              | [ 1 ]  |
| Јоанис Ламбру]         | скок увис        |              | 1,85 ЛР       | 10. / 15      |            |            |         |              | [ 1 ]  |
| Николаос Силас         | бацање диска     |              | 47.67         | 3.            |            |            | 47.96   | 4. / 16      | [ 1 ]  |

## Биланс медаља Грчке после 3. Европског првенства на отвореном 1934—1946.
|     | ЕП           |   |   |   |   | УП   |
| 1.  | 1934.        | 0 | 0 | 1 | 1 | =13. |
| 2.  | 1938.        | 0 | 0 | 0 | 0 | =15  |
| 3.  | 1946.        | 0 | 0 | 0 | 0 | +19  |
| 1—3 | 1934.— 1946. | 0 | 0 | 1 | 1 | +19. |
| --- | ------------ | - | - | - | - | ---- |

|                                        | ЕП                                     |                                        |                                        |                                        |                                        |                                        |
| Није било вишеструких освајача медаља. | Није било вишеструких освајача медаља. | Није било вишеструких освајача медаља. | Није било вишеструких освајача медаља. | Није било вишеструких освајача медаља. | Није било вишеструких освајача медаља. | Није било вишеструких освајача медаља. |
| -------------------------------------- | -------------------------------------- | -------------------------------------- | -------------------------------------- | -------------------------------------- | -------------------------------------- | -------------------------------------- |

## Грчки освајачи медаља после 3. Европског првенства 1934—1946.
|      | Атлетичар/ка      | м | ж | ЕП          | Дисциплина |   |   |   |   |
| ---- | ----------------- | - | - | ----------- | ---------- | - | - | - | - |
| 1.   | Христос Мантикас] | м |   | 1934.       | 400 м пр.  |   |   |   | 1 |
| 2—3. |                   | 1 | 0 | 1934.—1946. |            | 0 | 0 | 1 | 1 |